# Анаконда зелена
Анаконда звичайна або анаконда зелена, або анаконда південноамериканська (Eunectes murinus) — вид змій з підродини удавів (Boidae). Одна з найбільших змій, розміром до 5—6 м, зрідка до 8—11 м і вагою до 250 кг. Мешкає в екваторіальних і субекваторіальних широтах, поруч із водою, проводячи значний час у воді, вичікуючи на птахів і тварин, якими харчується. Анаконда не отруйна, вона вбиває жертву, обвиваючи її та стискаючи, поки та не задихнеться. Ця змія може відкрити свою пащу настільки, що в змозі проковтнути дорослу людину. Живиться ссавцями (капібара, агуті та ін.), птахами, жабами, рибою; іноді нападає і на свійських тварин (свиней, водоплавних птахів). М'ясо і жир анаконди місцеве населення вживає в їжу. Зі шкіри виготовляють різні вироби.

## Відтворення
Вид солітарний, окрім сезону розмноження, який відбувається під час сезону дощів, і може тривати протягом декількох місяців, як правило, з квітня по травень. Залицяння і спаровування відбуваються майже виключно у воді. Період вагітності триває близько 6–7 місяців. Вид яйцеживородний. У виводку 20–40 змієнят. Після пологів, самиці можуть втратити до половини своєї ваги. Немовлята довжиною близько 70–80 см не отримують ніякого батьківського піклування. Через їх невеликі розміри вони часто стають жертвами інших тварин. Щоб вижити, вони швидко ростуть, поки не досягають статевої зрілості в перші кілька років, після чого швидкість росту триває більш повільними темпами. За відсутності самця, самиця анаконди здатна до партеногенезу.

## Поширення
З усіх анаконд цей вид найбільш поширений. Знаходиться в північній частині Південної Америки: Венесуелі, Колумбії, Бразилії, Еквадорі, Парагваї, східній частині північної Болівії, на північному сході Перу, Гаяни та Французької Гвіани. Крім того, її можна знайти на острові Тринідад, біля північно-східного узбережжя Венесуели. Вид тісно пов'язаний з водою і заселяє водянисті місця проживання всіх видів густої рослинності, в основному болота, греблі та ріки з повільною течією.

## Результати досліджень
Результати останніх досліджень анаконд чітко вказали на те, що більший вид, який зустрічається в Колумбії та Венесуелі, відповідає назві північної зеленої анаконди (Eunectes akayima), тоді як існуючий вид Eunectes murinus — буде перейменовано на південну зелену анаконду.